# Académie maritime d'État de Kherson
L'Académie maritime d'État de Kherson (en ukrainien : Херсонський морський коледж) est une institution qui relève du ministère de l'éducation et des sciences, elle se trouve au 14 rue Ouchakova en Ukraine.
Créée en 1834 dans la palais Catherine II de la forteresse par la volonté de Mikhaïl Vorontsov. Elle déménage en 1872 dans de nouveaux bâtiments et dépend du ministère du commerce. En 1882 est terminé le bâtiment Alexandre II dans lequel elle se localise. Avec la révolution et la fin de la guerre des tentatives de réformes se mettent en place mais elle fut dissoute en 1920. Refondée en école professionnelle puis en école technique. En 1931 l'école reçoit de nouveaux bâtiment qui furent détruits en 1942 par l'envahisseur nazi. Recréé en en mars 1944 comme école maritime et reçoit ses nouveaux bâtiments en 1953. En 1970 elle porte le nom de Piotr Schmidt. En 1996 elle devient collège maritime d'enseignement supérieur de Kherson en 2007 académie d'État par les oukazes n° 414-r du 13.06.2007 et n° 500 du 16.06.2007 et Académie en 2011.

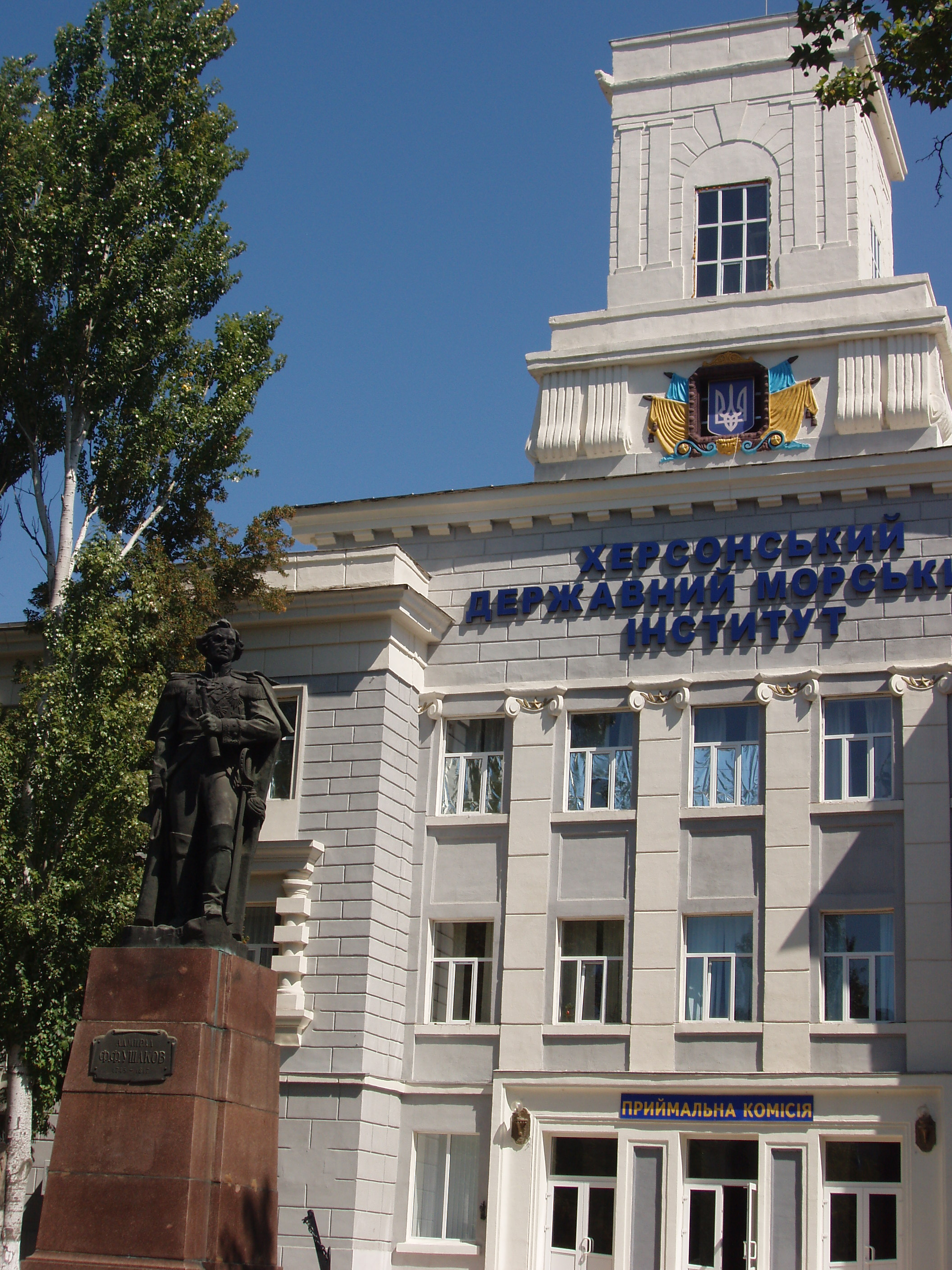
Son bâtiment classé
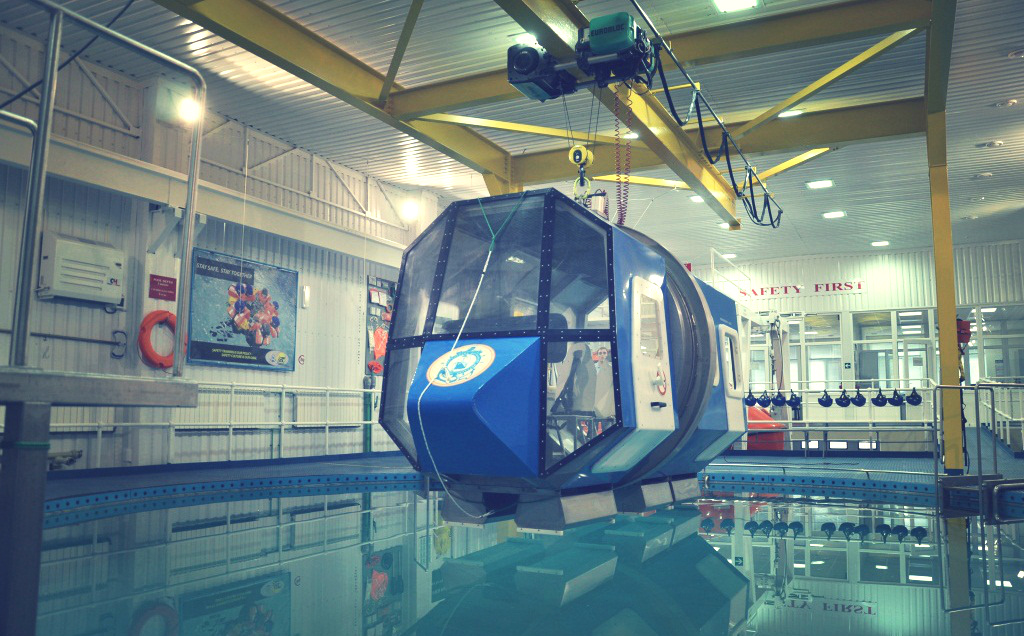
centre de formation,
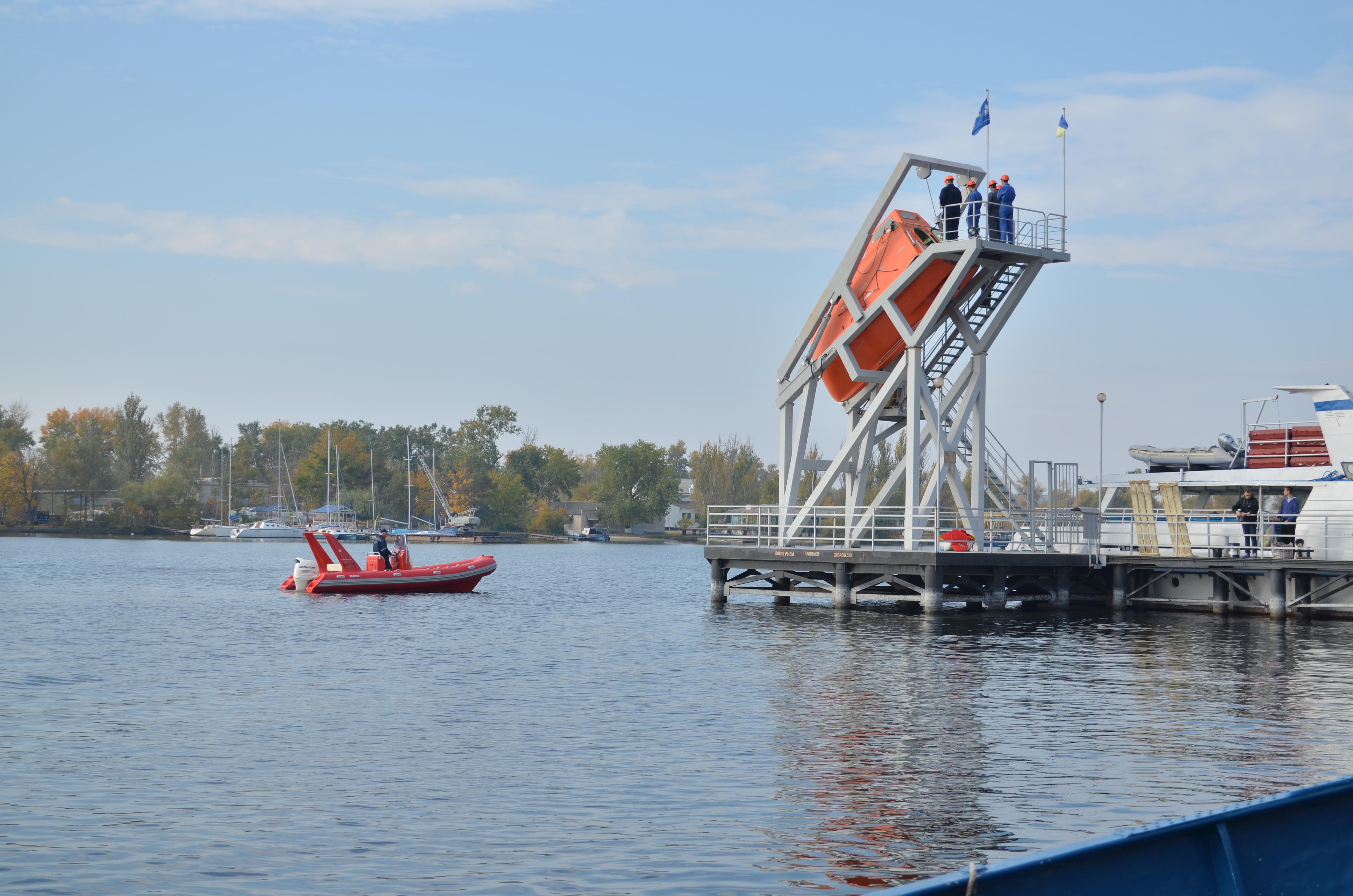
essai en chaloupe de sauvetage.

## Personnalités liées au collège
- Alexandre Verbitskyi, (1937-2001), homme politique responsable pour la ville et la région de Kherson.
- Piotr Maksimov, (1902-1971), contre amiral.
- Grigoriy Chtchedrin, (1912-1995), sous-marinier et vice amiral.
- Piotr Veropotvelian, (1930-2017), médecin et docteur honoré d'Ukraine.